# 加拿大安樂死議題
安樂死在加拿大的法律中，稱為醫療輔助自殺（英語：medical assistance in dying (MAID))。該法於2016年6月實施，以減輕「可預見的自然死亡」嚴重的病人的痛苦。

## 歷史
根據加拿大《刑事法典》以前的版本，辅助自杀是一種有罪的殺人形式。該禁令在2015年2月的決定中被最高法院在Carter v Canada（檢察總長）裁決，該裁決規定，患有嚴重和不可彌補的醫療條件的成年人有權獲得醫生協助的自殺。該裁決由法院擱置，以便有時間讓政府修訂《刑事法典》。2016年6月17日，加拿大議會通過決議，將安樂死合法化。

## 現行規範
加拿大協助自殺法規嚴格，不適用於未成年人，也不能用於減輕精神疾病的問題。為了防止自殺旅遊，只有符合加拿大醫療保險條件的居民才能有安樂死的資格。
為了在加拿大死亡得到醫療援助，患者必須簽署書面請求，表示他們希望在兩名獨立證人面前結束生命，他們都可以在死亡日期前10天證明安樂死是出於自願而且沒有任何強迫的因素。接下來，需有兩個獨立的書面醫學意見必須確認病人的醫療條件已經達到一個不可逆的“嚴重和不可挽回”的狀況，以及“自然死亡是可以合理預見的”。
接下來，必須告知患者有什麼消極治療的方法可用於治療他們的疾病。同意書可以隨時以任何方式撤銷。患者必須能夠隨時表達或撤回同意書，包括直到死亡之前。因此，加拿大安樂死法律不允許在患者“事先”安排安樂死，例如患者得到惡化的癡呆症或阿茲海默症。